# Thracische helm
De Thracische helm, ook weleens Illyrische helm genoemd, kwam waarschijnlijk uit de Peloponnesos. Het bestond uit twee bronzen platen die bovenaan aaneengevoegd waren tot een gleuf waarin een kam kon worden geplaatst. Kenmerkend zijn de parallel lopende randen langs deze verbinding en het ontbreken van enige bescherming van het gelaat zoals bij de Korinthische helm.

## Referentie
- art. Helmets, in The Panoply of the Greek Hoplite, classics.und.ac.za, 2000.